# Nicolás Mélida y Lizana
Nicolás Mélida y Lizana (1812-1863) fue un jurista y político español, varias veces diputado a Cortes durante el reinado de Isabel II.

## Biografía
Nació el 19 de febrero de 1812 en Madrid, hijo de padres aragoneses: Blas Mélida Sanz, natural de Alfajarín, y María Teresa Lizana, natural de Azlor. Casado con Leonor Alinari y Adarve, natural de Burgos, tuvieron once hijos, entre ellos Enrique Mélida, Arturo Mélida y José Ramón Mélida.
Fue ministro del Tribunal de Cuentas y diputado a Cortes en varias legislaturas entre 1846 y 1858 por el distrito abulense de Arenas de San Pedro. Fallecido el 2 de diciembre de 1863 en Madrid, fue enterrado en el cementerio de la sacramental de San Sebastián.